# Patareni

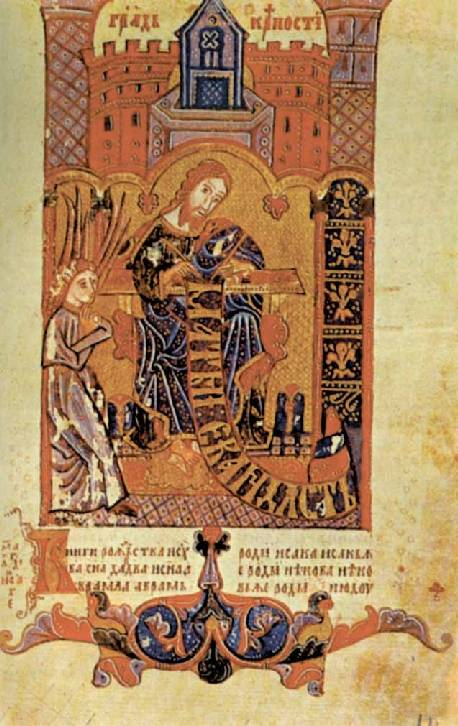
Kodeks Hvala (pocz. XV w.)

Patarenizm – zewnętrzna (nie używana w Bośni) nazwa Kościoła bośniackiego pomiędzy XI a XV wiekiem.
Istnieje kilka hipotez dotyczących genezy patarenizmu (np. według jednej z nich, miał być to odłam sekty bogomilców), choć zachowało się bardzo mało danych na ten temat. Wyrasta najprawdopodobniej z systemu zakonnego św. Bazylego, zniekształconego z powodu izolacji od Kościoła rzymskiego, osłabienia Kościoła bizantyjskiego i mocnych wpływów pobliskiej herezji. Patarenizm był silną państwową religią, której kapłanami byli głównie arystokraci. Działalność tego heretyckiego – względem katolicyzmu – ruchu była tępiona przez panujących wówczas w Bośni Węgrów; krucjaty przeciwko sekcie proklamowali też papieże Innocenty III i Honoriusz III.
W XIII w. jako drugie oficjalne i jedyne obok prawosławia legalne wyznanie w Bośni uznano katolicyzm, jednak ruch działał w podziemiu przez kolejne dwa wieki. Patarenizm osłabiła dominikańska inkwizycja, pojawienie się franciszkanów (którzy zostają po najeździe tureckim), fakt, że w połowie XV w. ówczesny djed – głowa Kościoła bośniackiego – przechrzcił się na prawosławie. Rozpadu dokończyli Turcy, m.in. rozprawiając się z arystokracją, która przewodniczyła Kościołowi bośniackiemu. Szczątki sekty przetrwały jednak aż do XIX w. Za jej ostatnich wyznawców uznawana jest rodzina Hefer, która w 1866 r. przeszła na islam.
Źródłem opisującym dzieje Kościoła bośniackiego jest napisany bośniacką cyrylicą Kodeks Hvala, pochodzący z roku 1404. Manuskrypt jest przechowywany w bibliotece Uniwersytetu Bolońskiego.